# Epsilon1 Arae
Pour les articles homonymes, voir Epsilon Arae.
Désignations
Epsilon1 Arae (abrégé en ε1 Arae) est une étoile dans la constellation de l'Autel, visible à l'œil nu avec une magnitude apparente de 4,07. Elle se situe à environ ∼ 360 a.l. (∼ 110 pc) de la Terre.
Epsilon1 Arae est une étoile géante évoluée de type spectral K3 III. Sa masse est de 1,74 M☉, son rayon est de 33,7 R☉ et sa température de surface est de 4 176 K.